# Kenneth Horne
Charles Kenneth Horne, généralement connu sous le nom de Kenneth Horne, né le 27 février 1907 et mort le 14 février 1969, est un comédien et homme d'affaires anglais.

## Biographie

### Jeunesse
Kenneth Horne naît Charles Kenneth Horne le 27 février 1907 à Ampthill Square, Londres. Il est le septième et plus jeune enfant de Silvester Horne et de sa femme, Katherine Maria née Cozens-Hardy . Le père de Katherine est Herbert Cozens-Hardy, le député libéral de North Norfolk qui devient le Master of the Rolls en 1907 et le baron Cozens-Hardy le 1er juillet 1914. Silvester Horne, un orateur puissant, était une figure de proue du mouvement congrégationaliste, en tant que ministre du Whitefield's Tabernacle, Tottenham Court Road à partir de 1903 et, à partir de 1910, président de la Congregational Union of England and Wales. Entre 1910 et 1914, il est député libéral d'Ipswich,.
En 1913, Silvester Horne souffre d'une mauvaise santé persistante. Il démissionne de son poste au tabernacle sur avis médical en janvier 1914, et a l'intention de démissionner de son siège parlementaire. Lors d'une tournée de conférences aux États-Unis et au Canada, il donne une conférence à l'université Yale, puis se rend à Toronto; alors que le ferry qu'il prend entre dans le port, il s'effondre et meurt, à l'âge de 49 ans; Kenneth Horne a sept ans à l'époque,,. À partir de septembre de cette année-là, Kenneth Horne fréquente la St George's School, Harpenden, en tant que pensionnaire - le septième des enfants Horne à fréquenter l'école,. Bien qu'il ne soit pas très fort sur le plan scolaire, il devient un bon sportif, représentant l'école au rugby et au cricket, et pendant les vacances d'été, il participe au Public Schoolboys Lawn Tennis Championship au Queen's Club; lors de sa dernière apparition en 1925, il est éliminé par le futur finaliste de Wimbledon, Bunny Austin.
Kenneth Horne s'inscrit à la London School of Economics en octobre 1925, où il a pour tuteurs Hugh Dalton et Stephen Leacock. Il n'est pas satisfait de son séjour à l'université et qualifie Leacock de « l'un des conférenciers les plus ennuyeux que j'ai rencontrés ». Pendant la grève générale de 1926, on demande à des volontaires de s'enrôler dans l'Organisation for the Maintenance of Supplies pour prendre en charge les services essentiels; Kenneth Horne s'y  joint et passe deux jours à conduire un bus londonien avant que la grève ne soit levée. Grâce à l'influence et à la générosité d'un oncle, Austin Pilkington, de la famille de verriers Pilkington de St Helens, il peut s'inscrire au Magdalene College de Cambridge en octobre 1926,. Il s'engage dans le côté sportif de la vie et représente le college au rugby, et dans l'équipe de relais aux côtés du futur médaillé d'or olympique Lord Burghley. Il joue également au tennis pour l'université, en partenariat avec Bunny Austin,. Distrait par ses exploits sportifs, il néglige ses études et est renvoyé en décembre 1927.
Austin Pilkington, mécontent que Kenneth Horne n'a pas su tirer le meilleur parti de l'opportunité qu'il lui a offerte, décide de ne pas offrir au jeune homme un poste dans l'entreprise familiale. Malgré cette déception, grâce à ses contacts dans l'industrie, il obtient pour le jeune Kenneth Horne un entretien avec l'entreprise Triplex Safety Glass à King's Norton, un quartier de Birmingham. Les résultats sportifs de Kenneth Horne l'ont fait connaître au directeur de l'usine de Triplex, qui l'embauche comme stagiaire en gestion avec un salaire modeste. En septembre 1930, malgré ses finances médiocres, il épouse Lady Mary Pelham-Clinton-Hope, fille du 8e duc de Newcastle. Le mariage est heureux au début, mais se brise en 1932. Mary fait une demande d'annulation en novembre 1932; elle déclare que la raison est « l'incapacité du défendeur [Charles Kenneth Horne] à consommer le mariage », qui est dissous en 1933, bien que les deux  soient restés en bons termes par la suite,.
Lorsque le premier mariage de Kenneth Horne est dissous, il est sollicité par une ancienne petite amie, Joan Burgess, fille d'un voisin de King's Norton. Contrairement à sa première femme, elle a beaucoup de choses en commun avec lui, notamment un penchant pour le squash, le tennis, le golf et la danse. Un mois avant son 21e anniversaire, ils se marient en septembre 1936. Joan tombe enceinte peu de temps après le mariage, et en juillet 1937, un petit garçon naît, mais il est mort-né.

### Service dans la RAF
En 1938, Horne s'enrôlé dans la Royal Air Force Volunteer Reserve dans le cadre d'un programme de formation à temps partiel. Il engagé comme officier pilote par intérim dans le 911e escadron  (comté de Warwick), une unité de ballons de barrage à Sutton Coldfield, et est appelé à plein temps dans la RAF au début de la guerre,.

### Après-guerre, une double carrière: 1945-1958
De retour à la vie civile, Kenneth Horne reprend son travail chez Triplex, et est promu au poste de directeur des ventes. Bien qu'il mène ensuite conjointement une carrière dans la radiodiffusion et dans les affaires, ses activités commerciales sont toujours sa priorité. Il déclare que son travail à la radio n'est qu'un hobby, et qu'il l'abandonnera avant sa carrière dans les affaires. Il combine ses deux rôles en travaillant à plein temps et en écrivant des scripts avec Murdoch le week-end
.